# Wasting Away
Wasting Away (també coneguda com Aaah! Zombies!!) és una pel·lícula de comèdia de zombis estatunidenca del 2007 dirigida per Matthew Kohnen i protagonitzada per Matthew Davis, Julianna Robinson i Michael Grant Terry. Els esdeveniments de la trama tenen lloc des del punt de vista de zombis. La pel·lícula utilitza imatges en color per mostrar l'acció des del punt de vista dels zombis en què es veuen com a humans normals i de tant en tant canvia a imatges en blanc i negre per mostrar els zombis des del punt de vista dels humans normals.

## Argument
En una gravació, un experiment militar prova el sèrum XT1258 en un soldat, només per convertir-lo en un zombi i atacar els cirurgians. La resta del sèrum es transporta per eliminar-lo. No obstant això, els soldats es perden i mentre lluiten pel mapa, accidentalment atropelles algú que els havia estat seguint. Un dels barrils de sèrum cau, roda i es filtra darrere d'una sala de bitlles, contaminant el gelat. Tim, un empleat, se'l menja amb els seus amics: Mike, la seva enamorada Cindy, i Vanessa, l'exnòvia d'en Mike. Tots es desmaien i es reanimen en zombis; tanmateix encara es veuen com a humans. La Cindy té mal d'estómac i la Vanessa i en Tim no poden trucar a una ambulància perquè l'operador de telèfon parla i penja massa ràpid (tot al món normal s'accelera als zombis), però simplement ho descarten com a connexions defectuoses.
Quan surten a buscar ajuda, es troben amb en Nick, un soldat que s'uneix a ells per buscar un telèfon que funcioni. Quan ensopeguen amb un bar i són atacats pels seus caps, presenten símptomes anormals, com ara un augment de la força i la resistència. Aleshores, Nick els parla del sèrum i revela que també hi va estar exposat. Nick sospita que ha infectat la majoria de la població i els cinc són immunes perquè tots es van infectar mentre consumien productes lactis, que podrien haver neutralitzat les toxines del sèrum. Convençut que l'exèrcit els perseguirà per encobrir l'incident, Nick proposa que es mantinguin junts per garantir la seva seguretat.
Nick espia sense èxit el coronel South i el doctor Richter, els responsables de l'experiment, i després marxa a robar informació sobre el sèrum. La Cindy i el Tim comproven la família de la Cindy mentre la Vanessa i el Mike s'afanyen a l'entrevista de feina de la Vanessa. Tim mata accidentalment els pares de la Cindy quan li llencen dinamita mentre ell els demana permís per veure-la, només perquè ell la llence enrere abans que exploti. Vanessa presumiblement mata el seu aspirant a patró quan sense voler l'espanta al seu dormitori i l'atrapa amagat sota el llit. Mentrestant, Nick és capturat i s'acceleren les seves ones cerebrals per tornar a entendre els humans. Aleshores, el coronel South revela que l'exèrcit planeja erradicar les persones infectades. Després de mostrar a Nick el seu jo zombi, Nick s'enfada i s'escapa.
Tim, Cindy, Mike i Vanessa es reuneixen a la sala de bitlles, només per ser desafiats a un partit de bitlles pel rival de Tim, Danny i el seu equip, tots borratxos; només els borratxos veuen els zombis com a humans. Mike i Tim competeixen contra ells mentre la Cindy i la Vanessa els mantenen borratxos per desorientar-los. Tot va bé fins que es queden sense cervesa i l'equip de Danny veu que són veritablement zombis. Esclata una baralla, i Mike és decapitat en el caos, però el seu cap segueix viu. Maten en Danny i els seus companys quan Nick apareix i els ajuda.
Aleshores els revela la veritat, i Mike idea un pla per derrotar els militars infectant la majoria dels soldats a la seu. Guanyen aliats addicionals ressuscitant els companys de bitlles morts amb el gelat contaminat i posant-los com a cadàvers en un camió d'eliminació en el seu camí cap a la seu. Gairebé són atrapats per la unitat de contenció del coronel South, però Mike es sacrifica per matar-los activant una granada amb la boca. Un cop els zombis arriben a la seu, Nick s'ofereix al coronel South com a diversió mentre els altres infecten la resta de soldats presents. Furiós, el coronel South ha pres en Nick amb vida.
Tim, Cindy, Vanessa i els altres zombis poblen "Zombie Town", que s'erigeix en memòria de Mike i Nick. El coronel South i el doctor Richter planegen torturar a Nick per traïció com a soldat, cosa que ell respon dient: "No sóc un soldat. Sóc un zombie".

## Repartiment
- Matthew Davis com a Mike
- Julianna Robinson com a Vanessa
- Michael Grant Terry com a Tim
- Betsy Beutler com a Cindy
- Colby French com a Nick Steele
- Richard Riehle com a coronel South
- Jack Orend com el Dr. Richter
- Joel McCrary com a Mark Kanan
- Tracey Walter com el Sr. Whicks
- Oren Skoog com a Danny
- Will Stiles com a Txad
- Michael Cornacchia com a Ronald Rupert Eschelon III
- Larry Weissman com el borratxo

## Estrena
Wasting Away es va estrenar el 16 d'octubre de 2007 al Screamfest Horror Film Festival. Va ser llançat en DVD el 19 d'octubre de 2010. El 2009 es va exhibir al XLII Festival Internacional de Cinema Fantàstic de Catalunya, on va guanyar el Premi Carnet Jove Midnight X-Treme.

## Recepció
Dennis Harvey de Variety va escriure que, tot i que les comèdies de zombis han envellit, la pel·lícula és "divertida i gratificant". Allan Hunter de Screen Daily va escriure: "L'inventiva i ben interpretada jugada de Matthew Kohnen té un potencial de culte escrit per tot arreu". J.C. De Leon de Brutal as Hell va escriure que la pel·lícula té "moments de comèdia divertida", tot i que se centra massa en l'humor ximple per sobre del terror. Jodie Bass de Beyond Hollywood va escriure: "Aquest realment està destinat a convertir-se en un clàssic de culte i amb raó". Michael Rubino de DVD Verdict va escriure que la pel·lícula té un gran truc però que no està a l'alçada a la seva promesa, en part a causa del seu pressupost. Escrivint a The Zombie Movie Encyclopedia, Volume 2, acadèmic Peter Dendle va dir: "Tot i que decididament negatiu al risc, Aaah! Zombies!! persegueix un angle conceptualment innovador amb detalls satisfactoris i persistència."